# Кимягаров, Борис Ариевич
Бенсион (Борис) Ариевич Кимяга́ров  (тадж. Бенсион (Борис) Ариевич Кимёгаров, 1920—1979) — советский режиссёр театра и кино, педагог, актёр. Народный артист Таджикской ССР (1960). Лауреат Сталинской премии третьей степени (1952) и Государственной премии Таджикской ССР имени А. Рудаки (1972). Член Союза кинематографистов СССР (1957) и ВКП(б) с 1944 года.

## Биография
Родился 30 сентября 1920 года в Самарканде в семье бухарских евреев.
Учился в Сталинабадском педагогическом институте (1936—1939), окончил факультет режиссуры (мастерская С. Эйзенштейна) Всесоюзного Государственного института кинематографии (Москва, 1944).
В 1934—1936 годах — актёр и ассистент режиссёра ТЮЗа в Коканде. Параллельно с учёбой во ВГИКе, в 1939—1941 годах — педагог-ассистент ГИТИСа имени А. В. Луначарского, в 1942—1943 годах — секретарь горкома ЛКСМ в Алма-Ате.
В кинематографе Таджикистана с 1944 года — режиссёр-постановщик художественных фильмов, сценарист и режиссёр документальных фильмов.
Основоположник исторического, эпического жанра в таджикском кино.
С 1944 года — режиссёр Сталинабадской киностудии (с 1957 года — «Таджикфильм»).
Один из основателей, первый секретарь правления Союза кинематографистов Таджикской ССР (1962—1975). На съезде Союза кинематографистов СССР (1965) избран членом правления, на съезде (1970) — секретарём СК СССР.
Член Союза кинематографистов СССР (1957).
Награды на Всесоюзных и Международных кинофестивалях: бронзовая медаль и почетный диплом МКФ в Венеции (1947) за документальный фильм «Таджикистан»; диплом Всесоюзного кинофестиваля телевизионных фильмов в Баку (1978) за телевизионный художественный фильм «Человек меняет кожу» (5 серий); главный приз «Золотой орёл» на МКФ стран Азии и Африки в Каире (1959) и диплом Всесоюзного кинофестиваля в Минске (1960) за фильм «Судьба поэта»; приз Всесоюзного кинофестиваля в Тбилиси (1971) за фильм «Рустам и Сухраб»; призы за лучшую режиссуру сложного постановочного фильма и лучшее изобразительное решение Всесоюзного кинофестиваля в Риге (1976) за фильм «Сказание о Сиявуше» (2 серии).
Скончался 19 апреля 1979 года, похоронен на Центральном кладбище города.
Постановлением Совета Министров Таджикской ССР № 19 от 30 января 1981 года «Об увековечивании памяти» имя Б. А. Кимягарова носит Дом кино Союза кинематографистов Таджикистана.

## Признание и награды
- народный артист Таджикской ССР (1960)
- Сталинская премия третьей степени (1952) — за документальный фильм «Советский Таджикистан»
- Государственная премия Таджикской ССР имени А. А. Рудаки (1973) — за кинодилогию «Подвиги Рустама»)
- три ордена «Знак Почёта» (1952, 1954[3], 1957)
- орден Трудового Красного Знамени (1957)
- медаль «За доблестный труд» (1946)
- Почетная грамота Советского комитета защиты мира (1959)
- шесть Почетных грамот Президиума Верховного Совета Таджикской ССР и другие грамоты и знаки отличия.[4].

## Награды на международных и всесоюзных кинофестивалях
- бронзовая медаль и почетный диплом МКФ в Венгрии (1947) за документальный фильм «Таджикистан»;
- диплом ВКФ телевизионных фильмов в Баку (1978) за телесериал «Человек меняет кожу» (5 серий);
- главный приз «Золотой орёл» на МКФ стран Азии и Африки в Каире (1959) и диплом ВКФ в Минске (1960) за кинофильм «Судьба поэта»;
- Лауреат Сталинской премии третьей степени (1952) за полнометражный фильм «Советский Таджикистан»;
- Государственная премия Таджикской ССР имени А. Рудаки (1973) — за художественные фильмы «Сказание о Рустаме» и «Рустам и Сухраб»[4].

## Фильмография

### Художественное кино
- 1956 — Дохунда
- 1958 — Высокая должность
- 1959 — Судьба поэта
- 1961 — Знамя кузнеца
- 1962 — Тишины не будет
- 1964 — Мирное время
- 1965 — Хасан Арбакеш
- 1968 — Как велит сердце
- 1971 — Сказание о Рустаме
- 1971 — Рустам и Сухраб
- 1974 — Одной жизни мало
- 1976 — Сказание о Сиявуше
- 1978 — Человек меняет кожу

### Документальное кино
- 1946 — Таджикистан
- 1948 — В горах Памира
- 1949 — Великая сила
- 1949 — Долина миллионеров
- 1949 — Садриддин Айни
- 1950 — Земля молодости
- 1951 — Советский Таджикистан
- 1953 — На Памире
- 1954 — Долина реки Вахш
- 1955 — Праздник таджикского народа
- 1957 — Люди солнечной страны
- 1959 — Здравствуй, Таджикистан
- 1962 — В добрый путь
- 1962 — Четыре песни о Таджикистане[5].